# Un corazón roto no es como un jarrón roto o un florero
Un corazón roto no es como un jarrón roto o un florero es un cortometraje español dirigido por Isabel Coixet, protagonizado por Silvia Abril y Julián López y estrenada el 22 de abril de 2016. El cortometraje fue presentado en la 19.ª edición del Festival de Málaga.

## Sinopsis
La cardióloga Silvia Pinal (Silvia Abril) siente que le han roto el corazón después de un fracaso sentimental; repasa sus citas, sus recuerdos, hasta que el gestor de energía que trabaja en el hospital posiblemente la pueda animar de nuevo. A lo largo del cortometraje explica qué es lo que se siente cuando notas que te han roto el corazón.

## Reparto
| Actor               | Personaje         |
| ------------------- | ----------------- |
| Silvia Abril        | Silvia Pinal      |
| Julián López        |                   |
| Rodrigo Guirao Díaz | Gestor de energía |
| Andreu Buenafuente  | Doctor            |
| Kira Miró           | Doctora           |

## Cinenergía
Este cortometraje forma parte de la segunda edición de "Cinenergía", donde se presentan varios cortometrajes de diferentes directores, en que a través del humor, trasladan la importancia del ahorro y la eficiencia energética. En la segunda edición de Cinenergía se han presentado los cortometrajes de Santiago Segura (Consumo Responsable (Nivel 7)), Pacó León (Vaca Paloma) y además el ganador del certamen "Talento Cinergía" Josep Pujol (Beta).

## Banda sonora
Remate fue el encargado de componer e interpretar la banda sonora del cortometraje que en total hay siete temas. La música tuvo tanto éxito que[cita requerida] el 28 de abril Remate tocó en directo la banda sonora en la Sala Apolo, Barcelona. Aquí los temas del cortometraje:
- Hace 5 días (Ukelele)
- Variaciones (Piano)
- Narcosis (Piano)
- Canción del jarrón chino